# Carol Thatcher
Carol Jane Thatcher (Londres, 15 de agosto de 1953) es una escritora y periodista inglesa. Es la hija de Denis Thatcher y Margaret Thatcher, quien fue primera ministra británica entre 1979 y 1990.
Ha escrito las biografías de sus padres y también produjo un documental sobre su padre basados en sus entrevista públicas. En 2020 volvió a tener una mayor visibilidad pública al ser personificada por la actriz Rebecca Humphries en la serie de Netflix, The Crown.

## Primeros años
Thatcher nació en el hospital Queen Charlotte's and Chelsea en Hammersmith, Londres, el 15 de agosto de 1953. Ella y su hermano de gemelo, Mark, nacieron seis semanas prematuramente por cesárea. 
En 1960, Thatcher fue enviada a estudiar al colegio londinense de femenino Queenswood School, ubicado en la ciudad de Hatfield, Hertfordshire, antes de asistir al St Paul's Girls' School. Se graduó en leyes en el University College London antes de mudarse a Australia en 1977 para empezar una carrera de periodismo. Mientras se encontraba en ese país, su madre fue elegida primera ministra.
Thatcher empezó su carrera como periodista en Australia, trabajando en el Sydney Morning Herald entre 1977 a 1979. También trabajó como reportera de televisión en Seven Netfwork y más tarde fue reportera en el programa matutino, 11AM. En su regreso a Gran Bretaña, trabajó como presentadora para LBC News, BBC Radio 4, y TV-am. También escribió artículos de viaje para The Daily Telegraph. Debido a su estrecha relación con la primera ministra Margaret Thatcher, muchos diarios rechazaron publicar  trabajos con su firma.
Su primer libro, "Diary of an Election: with Margaret Thatcher on the campaign trail" fue publicado en 1983. Tres años más tarde publicó su segundo libro, una colaboración junto al jugador de tenis Chris Evert Lloyd, llamado Lloyd on Lloyd, el cual se convirtió en el primer bestseller de Thatcher.
En 1996 publicó una biografía de su padre, llamada Below the Parapet. En 2003, Thatcher produjo un documental llamado Marriet to Maggie para Channel 4. En este proyecto audiovisual, Thatcher realizó la única entrevista pública que concedió Denis Thatcher durante toda su vida, quien murió poco después de su estreno, a causa de un cáncer pancrático. La carrera de Thatcher ha incluido la redacción de diversos artículos a revistas, así como también labores en el rubro televisivo.

## Reality shows
En noviembre de 2005. Thatcher fue seleccionada para participar junto a otras celebridades en la quinta temporada del show televisivo I'm a Celebrity...Get Me Out of Here! de la cadena ITV. Allí tuvo que sobrevivir en una selva tropical australiana con un suministro mínimo de comida en condiciones vivientes básicas. Finalmente obtuvo el primer lugar de la competencia.
El 13 de febrero de 2007, Thatcher apareció en el reality paranomal del canal Living TV, Most Haunted.
Ese mismo año, Carol Thatcher viajó a las Islas Malvinas para realizar el documental Mummy's War, con el objetivo de explorar el legado de la Guerra de Malvinas. Si bien la recepción de la población probritánica fue positiva, debido a la labor de su madre en el conflicto ocurrido en 1982, la recepción en Argentina provocó protestas y manifestaciones, exigiéndole a Thatcher que abandonara el país y que su madre era una criminal de guerra.
Durante su estancia en Argentina, Thatcher conoció a un grupo de madres quienes perdieron a sus hijos durante el conflicto. La entrevista finalizó con una de las mujeres espetando "Dios la castigará" (en referencia a Margaret Thatcher).

## Polémicas
De 2006 a 2009, Thatcher trabajó en el programa The One Show de la BBC, realizando informes y realizando debates.
El 4 de febrero de 2009, el mismo canal británico informó que Thatcher ya no seguiría trabajando en el programa, debido a que mientras cubría el Abierto de Australia 2009, había llamado de manera despectiva "golliwog". al jugador de tenis francés de origen congoleño, Jo-Wilfried Tsonga.
La BBC declaró que Thatcher no trabajaría otra vez en The One Show a no ser que realizara una disculpa pública. Thatcher rechazó disculparse y dijo que lejos de ser un comentario racista, solo había sido una "broma".

## Publicaciones
- 1983. Diary of an Election: With Margaret Thatcher on the Campaign Trail.

- 1986. Lloyd, Chris Evert; Lloyd, John; Thatcher, Carol — (ed.). Lloyd on Lloyd.

- 1996. Below the Parapet: The Biography of Denis Thatcher.

- 2008. Swim on Part in the Goldfish Bowl: A Memoir.